# Forêts sèches zambéziennes à Cryptosepalum
Localisation
Les forêts sèches zambéziennes à Cryptosepalum forment une écorégion terrestre définie par le Fonds mondial pour la nature (WWF), qui appartient au biome des forêts de feuillus sèches tropicales et subtropicales de l'écozone afrotropicale. Situées principalement en Zambie, ces forêts sempervirentes sont confinées à une zone réduite autour de la rivière Kabompo. Dominées par Cryptosepalum exfoliatum pseudotaxus (en), elles poussent sur les sables stériles du Kalahari et sont dénuées d'eau de surface permanente, ce qui les rend relativement inhabitées. 